# Aetheanta
Aetheanta is een geslacht van kevers uit de familie bladkevers (Chrysomelidae).
De wetenschappelijke naam van het geslacht werd in 1988 gepubliceerd door Medvedev.

## Soorten
- Aetheanta fasciata Medvedev, 1988